# Gnaeus Cornelius Lentulus (Konsul 201 v. Chr.)
Gnaeus Cornelius Lentulus († 184 v. Chr.) war ein römischer Senator, Politiker und Militär.
Gnaeus Cornelius Lentulus gehörte zum Zweig der Lentuli der Familie der Cornelier. 217 v. Chr. wurde er Augur und blieb es bis zu seinem Tode. Er nahm 216 v. Chr. als Militärtribun an der Schlacht von Cannae teil. Im Gegensatz zu vielen anderen Angehörigen der römischen Oberschicht überlebte er die Niederlage und konnte nach Rom zurückkehren. Dort begann er 212 v. Chr. als Quästor in Lukanien mit dem Cursus honorum. 205 v. Chr. war er mit seinem Bruder Lucius Ädil, 201 v. Chr. wurde er schließlich an der Seite von Publius Aelius Paetus Konsul. Lentulus war somit Konsul am Ende des Zweiten Punischen Krieges. Er kommandierte die römische Flotte bei Sizilien. 199 v. Chr. war Lentulus als triumvir coloniae deducendae verantwortlich für das während des Krieges von den Römern zerstörte Narnia. 196/95 war er Mitglied einer nach Griechenland gesandten Zehnerkommission des Senates.